# Selongey
Selongey is een gemeente in het Franse departement Côte-d'Or (regio Bourgogne-Franche-Comté). De plaats maakt deel uit van het arrondissement Dijon. Selongey telde 2.393 inwoners op 1 januari 2022.
Selongey is sinds 1944 de thuisbasis van de SEB-fabriek (Société d'Emboutissage de Bourgogne). In 1953 werd hier onder leiding van Frédéric Lescure begonnen met de productie van de snelkookpan 'cocotte-minute'. Daarvan zouden er uiteindelijk wereldwijd miljoenen worden verkocht.

## Geografie
De oppervlakte van Selongey bedroeg op 1 januari 2022 46,42 vierkante kilometer; de bevolkingsdichtheid was toen 51,6 inwoners per km².
De onderstaande kaart toont de ligging van Selongey met de belangrijkste infrastructuur en aangrenzende gemeenten.

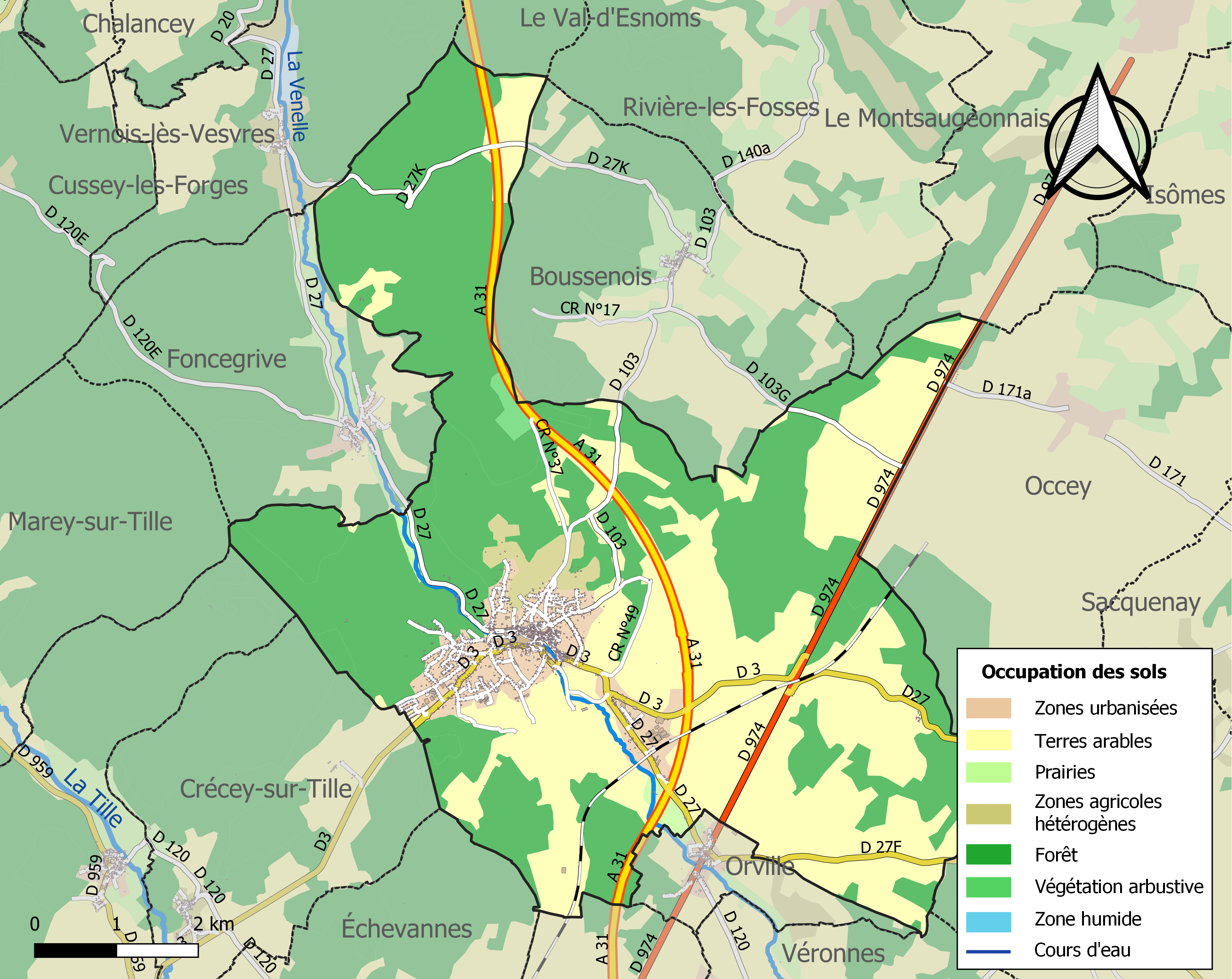

## Demografie
Onderstaande figuur toont het verloop van het inwonertal (bron: INSEE-tellingen).

## Geboren
- Frédéric Lescure (1904-1993), ondernemer en politicus